# Flavius Scorpus
Flavius Scorpus, également connu sous le nom de Scorpius (vers 68–95 ap. J.-C.), est un célèbre conducteur de char à l'époque romaine qui vivait à la fin du Ier siècle de notre ère. Scorpus a roulé pour la faction verte au cours de sa vie et a accumulé 2 048 victoires (soit près de 10 courses de chars par semaine). En tant que l'un des conducteurs les plus célèbres de l'histoire romaine, Scorpus a gagné des sommes extraordinairement importantes ; ses revenus dépassant ceux des sponsors romains professionnels (Martial se plaignait de gagner seulement 100 pièces de plomb, lorsque Scorpus obtenait 15 sacs d'or à chaque victoire). Scorpus est décédé jeune, à 27 ans.

## Biographie
Scorpus est un esclave, comme beaucoup de conducteur de chars. Il est peut-être né en Hispanie, la péninsule ibérique actuelle. Quand il a dix ans, il est acheté par un ancien conducteur de char qui le forme pour les courses et, après la mort de son maître, il va à Rome pour affronter les meilleurs champions : en fait, il est embauché dans les écuries impériales par Domitien, qui voulait le connaître personnellement. Plusieurs fois, il reçoit la couronne de laurier, symbole de la victoire. Souvent, à la fin d'une course victorieuse, les fans lui jettent de l'argent. Finalement, il achète sa liberté, devenant un libertus (esclave libéré).
Martial, un poète romain, fait référence à Scorpus à deux reprises dans le livre X de ses Épigrammes, composé entre 95 et 98 ap. J.-C. :

« Ô triste malheur ! que toi, Scorpus, tu sois coupé dans la fleur de ta jeunesse, et que tu sois appelé si prématurément à exploiter les coursiers obscurs de Pluton. La course de chars a toujours été raccourcie par votre conduite rapide ; mais Ô pourquoi ta propre course aurait-elle dû se dérouler si vite ? (10,50) »

« Ô Rome, je suis Scorpus, la gloire de ton cirque bruyant, l’objet de tes applaudissements, ton favori éphémère. L’envieuse Lachesis, quand elle m’a coupé la parole dans ma vingt-septième année, me considérait, à en juger par le nombre de mes victoires, comme un vieillard. (10,53) »

Bien que la cause de la mort de Scorpus soit inconnue, elle est probablement due à l'un des nombreux accidents survenus lors de courses de chars, connus sous le nom de naufragia (« naufrages »). Les conducteurs de chars enroulent les rênes autour de leur corps afin d'utiliser leur poids pour mieux contrôler les chevaux. Comme cela était extrêmement dangereux, les conducteurs portaient des couteaux qui, en cas d'accident, étaient utilisés pour se libérer. Cependant, après une chute, les conducteurs de char ne pouvaient se libérer à temps. Des accidents se produisaient souvent près des postes tournants, comme le montre un relief de cirque au musée de Pergame à Berlin, qui représente un aurige tombé de son char et piétiné par un autre quadrige.